# بلفاریت
پلک‌آماس یا بلفاریت (به انگلیسی: Blepharitis) التهاب پلک‌ها به ویژه در لبه آنهاست. این بیماری شایع بوده و ممکن است بر اثر یک عفونت خفیف میکروبی یا بیماری پوستی منتشر ایجاد شود.
بلفاریت به دو شکل رخ می‌دهد: بلفاریت قدامی و بلفاریت خلفی. در بلفاریت قدامی قسمت جلویی و خارجی پلک که محل اتصال مژه هاست درگیر می‌شود. دو علت شایع بلفاریت قدامی عفونت‌های میکروبی (مانند استافیلوکوک) و سبوره هستند. در بلفاریت خلفی که ناشی از مشکلات غدد چربی پلک (غدد meibomian) است قسمت داخلی پلک گرفتار می‌شود. دو بیماری پوستی شایعی که سبب بلفاریت خلفی می‌شوند عبارتند از: آکنه روزاسه و شوره سر.

## علائم و نشانه‌ها
صرف نظر از نوع بلفاریت، علائم عبارتند از: خارش، سوزش، اشکریزش، احساس جسم خارجی، پوسته پوسته شدن (روی مژه‌ها و در گوشه چشم یا روی پلک)، خشکی و قرمزی لبه‌های پلک. ممکن است با کونژنکتیویت اشتباه می‌شود.
در صورتی که بلفاریت درمان نشود، در دراز مدت می‌تواند سبب ضخیم شدن لبه‌های پلک، متسع شدن مویرگ‌ها، تریکیازیس (رشد معکوس مژه‌ها به طرف داخل چشم)، ریزش مژه‌ها، اکتروپیون (برگشتن پلک به طرف خارج) و انتروپیون (برگشتن پلک‌ها به طرف داخل) شود. همچنین ممکن است منجر به عوارضی در ملتحمه و قرنیه گردد.

## درمان
درمان بلفاریت ممکن است مشکل باشد زیرا معمولاً عود می‌کند. درمان شامل کمپرس گرم روی پلک‌ها، تمیز کردن آنها، استفاده از آنتی بیوتیک و ماساژ پلک است. اگر بلفاریت سبب خشکی چشم شود ممکن است استفاده از قطره اشک مصنوعی یا پمادهای لوبریکانت (که سبب کم شدن اصطکاک پلک با سطح چشم می‌شود) مفید باشد. گاهی برای کنترل التهاب از کورتون موضعی هم استفاده کوتاه مدت می‌شود.
کمپرس گرم سبب شل شدن پوسته‌های روی چشم می‌شود و به این ترتیب هنگام تمیز کردن پلک این پوسته‌ها راحت‌تر جدا می‌شوند. کمپرس گرم همچنین سبب گرم شدن و شل شدن پلاک‌هایی می‌شود که غدد چربی پلک را مسدود می‌کنند. از حوله‌ای که با آب گرم مرطوب شده برای این کار استفاده می‌شود. در ابتدای دوره درمان شایداین کار چند بار در روز هر بار بمدت ۵ دقیقه تجویز شود، پس از آن کمپرس گرم ممکن است یک بار در روز و بمدت چند دقیقه کافی باشد.
تمیز کردن پلک‌ها برای درمان بلفاریت ضروری است. این کار با ماساژ پلک‌ها با شامپو بچه رقیق شده (به کمک گاز یا حوله تمیز) انجام می‌شود. سپس با آب ولرم کاملاً بشویید.
در بعضی از موارد تجویز آنتی بیوتیک به صورت پماد موضعی یا درمان خوراکی ضروری است.
از آنجا که بلفاریت تمایل به مزمن شدن دارد درمان ممکن است برای مدتی طولانی ادامه یابد. در صورتی‌که بیمار از لنز تماسی استفاده می‌کند ممکن است لازم باشد در طول درمان بلفاریت از لنز استفاده نشود. برای بعضی از این بیماران لنزهای با نفوذپذیری بالا تجویز می‌شود.
بهتر است از مواد آرایشی چشم نیز استفاده نشود زیرا ممکن است مانع شستشوی پلک شود ولی حالت دهنده‌های مو مفیدند. گاه استفاده از شامپوهای ضد شوره برای سر و ابروها توصیه می‌شود. در صورت وجود آکنه صورت، درمان آکنه با داروهایی نظیر داکسی سیکلین ضروری است.

## انواع بلفاریت چشم و روش های درمان

### بلفاریت عفونی
- استفاده از آنتی‌بیوتیک‌های موضعی
- استفاده از کاهش دهنده‌های التهابی (مانند استروئیدها) در موارد شدید
- پاکسازی بستر بلفاریت با استفاده از پارژ بعد از نرم کردن قطرات چشمی و خشک کنی
- پاکسازی و ماساژ محلول سالین برای بلفاریت کاهشی، زمانی که بلفاریت به دلیل انسداد غده‌های چربی اتفاق می‌افتد

### بلفاریت التهابی
- استفاده از کاهش دهنده‌های التهابی مانند استروئیدها
- استفاده از آنتی‌بیوتیک‌های موضعی در صورت وجود عفونت همزمان
- استفاده از سردسیری برای تسکین التهاب و خارش
- استفاده از ماساژ چشم برای تخلیه غدد چربی و از بین بردن توده‌های چربی

### بلفاریت دماتیسه
- رعایت بهداشت خاکستری چشم و استفاده از آب نمک در تمیزی چشم
- استفاده از قطرات چشمی ضد التهاب و خشکی
- استفاده از کاهش دهنده‌های التهابی در صورت شدت بیماری

### بلفاریت روماتولوژیک
- درمان بیماری اصلی با استفاده از داروهای ضد التهاب و مهارکننده بیماری
- استفاده از کاهش دهنده‌های التهابی برای کنترل بلفاری

## پی‌نوشت و منبع
1. ↑  «پلک‌آماس» [پزشکی] هم‌ارزِ «بلفاریت» (به انگلیسی: blepharitis)؛ منبع: گروه واژه‌گزینی. دفتر پنجم. فرهنگ واژه‌های مصوب فرهنگستان. تهران: انتشارات فرهنگستان زبان و ادب فارسی. شابک ۹۷۸-۹۶۴-۷۵۳۱-۷۶-۴ (ذیل سرواژهٔ blepharitis)

- مشارکت‌کنندگان ویکی‌پدیا. «Blepharitis». در دانشنامهٔ ویکی‌پدیای انگلیسی، بازبینی‌شده در ۲۲ سپتامبر ۲۰۰۹.